# Lacul Sfânta Ana

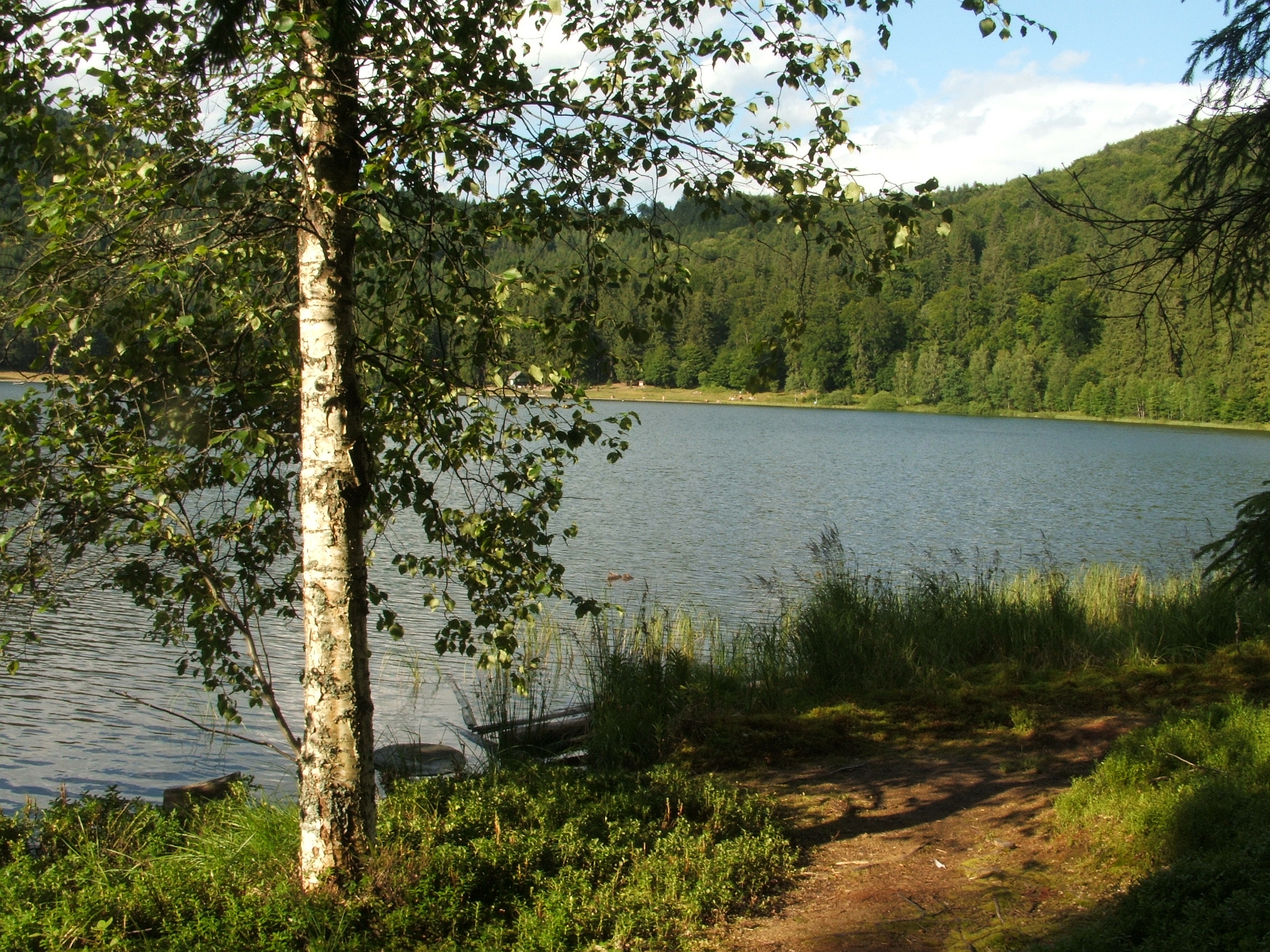
Lacul Sfânta Ana

Lacul Sfânta Ana

Lacul Sfânta Ana (în maghiară Szent Anna-tó) este singurul lac vulcanic din România. Este situat în masivul Ciomatu din județul Harghita, în stânga râului Olt, în apropiere de stațiunea Tușnad. Lacul este așezat pe fundul craterului unui vulcan stins, denumit Ciomatu Mare (în maghiară Nagy-Csomád), din masivul vulcanic Puciosu, locul celei mai recente erupții vulcanice în Carpați și în Europa de Est, care a avut loc acum câteva zeci de mii de ani (probabil mai recent de acum 42.000 ani).
Lacul Sfânta Ana se află la o altitudine de 946 m. De formă aproape circulară, similar cu o paletă de pictor, are o lungime de 620 m și o lățime maximă de 460 m, o suprafață de 19,50 ha și o adâncime maximă de 7 m. Lacul își completează apele numai din precipitații, neavând izvoare. Puritatea apei se apropie de aceea a apei distilate, cu numai 0,0029 ml minerale. Capacitatea trofică redusă a apei lacului se datorează și emanațiilor mofetice prin fundul lacului și prin pereții craterului. 
Lângă lac se află o capelă romano-catolică cu hramul Sfintei Ana.
Turiștii veniți la lacul Sfânta Ana nu au nevoie de prognozele meteorologilor pentru a afla cum va fi vremea, ei având la îndemână o metodă empirică, dar exactă, oferită de muntele vulcanic: cele două fisuri formate în munte care prevestesc vremea. Localnicii știu că "Dacă emanațiile din fisuri pișcă la nas, atunci e semn de furtună, iar dacă nu, ziua va fi însorită, tocmai potrivită pentru drumeții". Fenomenul are o explicație științifică. În munte se desfășoară încă o activitate post-vulcanică, sensibilă la orice schimbare a presiunii atmosferice. Când presiunea atmosferică scade, gazele, precum bioxidul de carbon și sulful, urcă spre suprafață și inundă fisurile cu un miros înțepător, semn că vine ploaia.
Lacul Sfânta Ana este o rezervație complexă naturală, geologică, floristică și faunistică, fiind legat de Băile Tușnad prin poteci turistice. 
Se remarcă populația de pești formată în exclusivitate din somn pitic (Ameiurus nebulosus), un pește teleostean răpitor din familia ictaluride, originar din America de Nord, lung de 20-30 cm, greu de circa 200-300 g, cu capul lat, gura mare cu patru perechi de mustăți. În Lacul Sfânta Ana se află de acum 117 de ani, prin aclimatizare, fiind introdus aici de statul maghiar în 30 noiembrie 1908.
Scăldatul în Lacul Sfânta Ana nu mai este permis din decembrie 2017.

### Cercetări recente
Vârsta lacului Sfânta Ana nu a fost încă determinată cu exactitate, diverși cercetători estimând că ultima erupție a avut loc cu 32.000 de ani în urmă (Juvigne et al. 1994), cu 10.500 de ani în urmă (Morya et al. 1996) sau chiar 9.800 de ani în urmă (Magyari et al. 2006).
Studiile palinologice, având ca obiect studiul polenului și al sporilor, au ajuns la concluzia că istoria lacului Sfânta Ana a început în urmă cu circa 9.800 – 8.800 ani, cu stadiul de turbărie și lac puțin adânc.
A urmat o perioadă de acumulare continuă de apă pluvială și de creștere a nivelului apei până la valoarea maximă de 12 metri, cu 2.700 – 700 de ani în urmă, atunci când lacul Sf. Ana a avut un caracter puternic oligotrof.
Ultimele măsurători efectuate în anul 2005 de către o echipă de scafandri profesioniști împreună cu Organizație GeoEcologica ACCENT au găsit pentru suprafața lacului o valoare de 19,3 ha și un perimetru de 1617 m, în scădere față de valorile de 21,3 ha și respectiv 1749 m raportate în anul 1909 de Geley Josef, pentru o suprafață de retenție a bazinului de colectare de circa 2,15 km². Cota oglinzii apei variază între 949 și 950 m. 
Lacul are o formă ovală, semiaxa mare fiind de 680 m iar cea mică de 470 m. 
Conform măsurătorilor efectuate în anul 2005, adâncimea maximă a lacului este de 6,4 m. Conform acelorași măsurători, grosimea maximă a sedimentelor este de circa 4 m. Lacul Sf. Ana este alimentat exclusiv din precipitații, gradul de mineralizare al apei fiind din acest motiv extrem de scăzut. Iarna, lacul este acoperit cu un strat de gheață de până la 1 m.
Deși vulcanul în craterul căruia este lacul este în prezent aparent inactiv, un studiu din anul 2019 a indicat însă faptul că există totuși un potențial de reactivare, în viitor.

## Legende

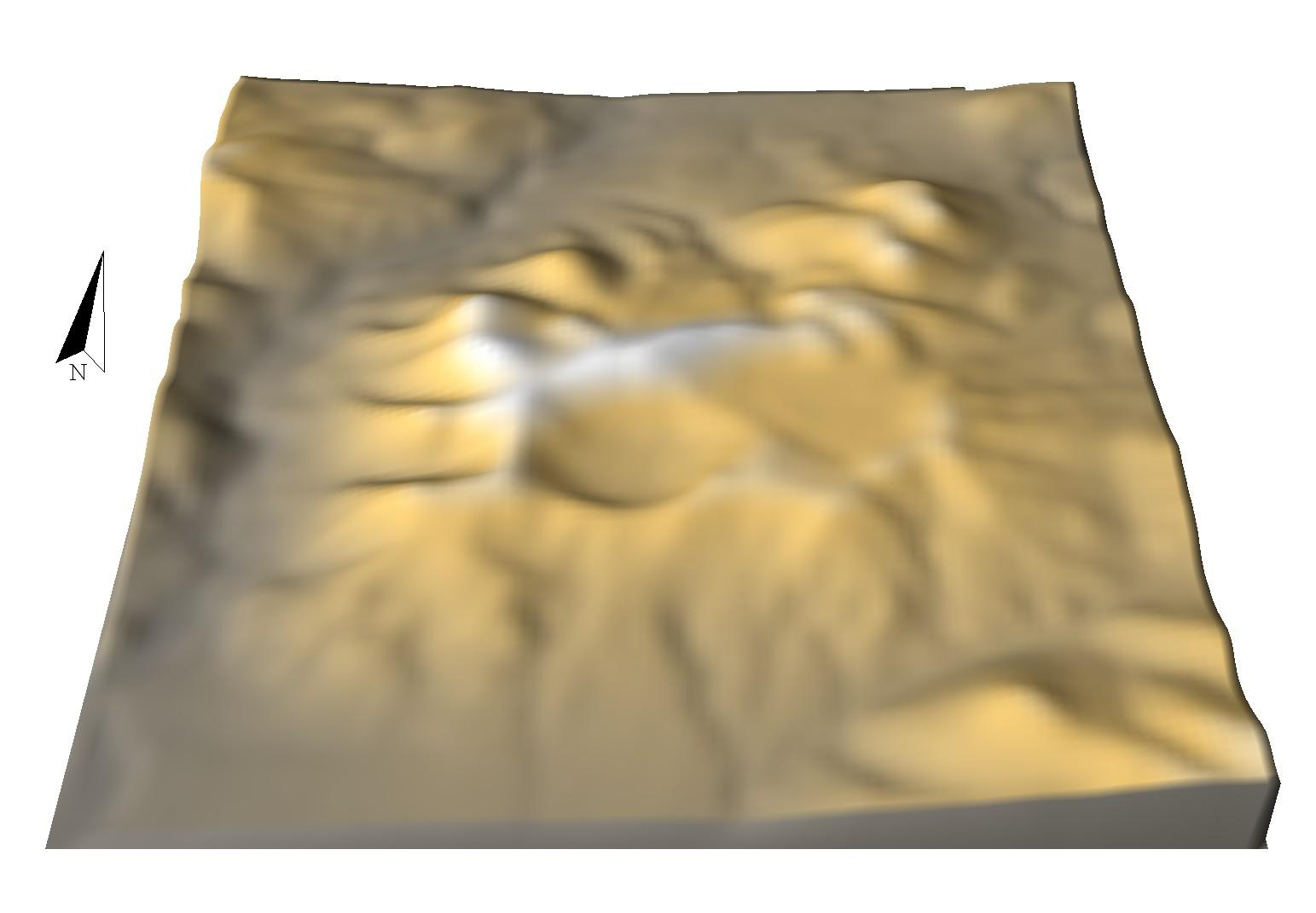
Lacul Sfânta Ana (relief)

Despre acest lac există și unele legende.
- Doi tineri trebuiau să se căsătorească. Fata, pe nume Ana, care urma să devină soție, nu dorea acest lucru deoarece părinții o obligau să se căsătorească numai pentru a pune mâna pe averea tânărului, care era destul de necioplit în ale măritișului. În seara nunții, mireasa a fugit și s-a aruncat în acest lac, trupul ei neînsuflețit nefiind găsit nici în ziua de astăzi. Din această cauză lacul poartă numele acelei fete. În fiecare an, de hramul Sf. Ana, lacul este sfințit de către mitropolie.
- Odinioară, prin aceste locuri trăiau doi tirani care erau frați. Unul stăpânea o cetate pe vârful Puciosul din apropiere, celălalt, o cetate situată pe locul actualului lac. Stăpânul cetății de pe Puciosul avea o caleașcă minunată, câștigată la zaruri, fapt ce a stârnit invidia fratelui său, care a pus rămășag că a doua zi va veni în vizită cu o caleașcă și mai măreață. Pentru a câștiga rămășagul, tiranul pune să fie înhămate la caleașca sa opt din cele mai frumoase fete din împrejurimi. Caleașca fiind foarte grea, acestea nu au putut să o urnească, fapt ce a dezlănțuit mânia stăpânului, care a început să le biciuiască. Una din fete, pe nume Ana, l-a blestemat pe stăpânul cel mârșav. Blestemul fetei s-a împlinit numaidecât: s-a pornit o furtună îngrozitoare, cu fulgere și tunete, cutremure, iar cetatea, împreună cu tiranul ei, s-a scufundat în flăcări. În locul cetății de odinioară s-a format un lac albastru și liniștit, numit după cea care a aruncat blestemul, Lacul Sfânta Ana.

## Legături externe

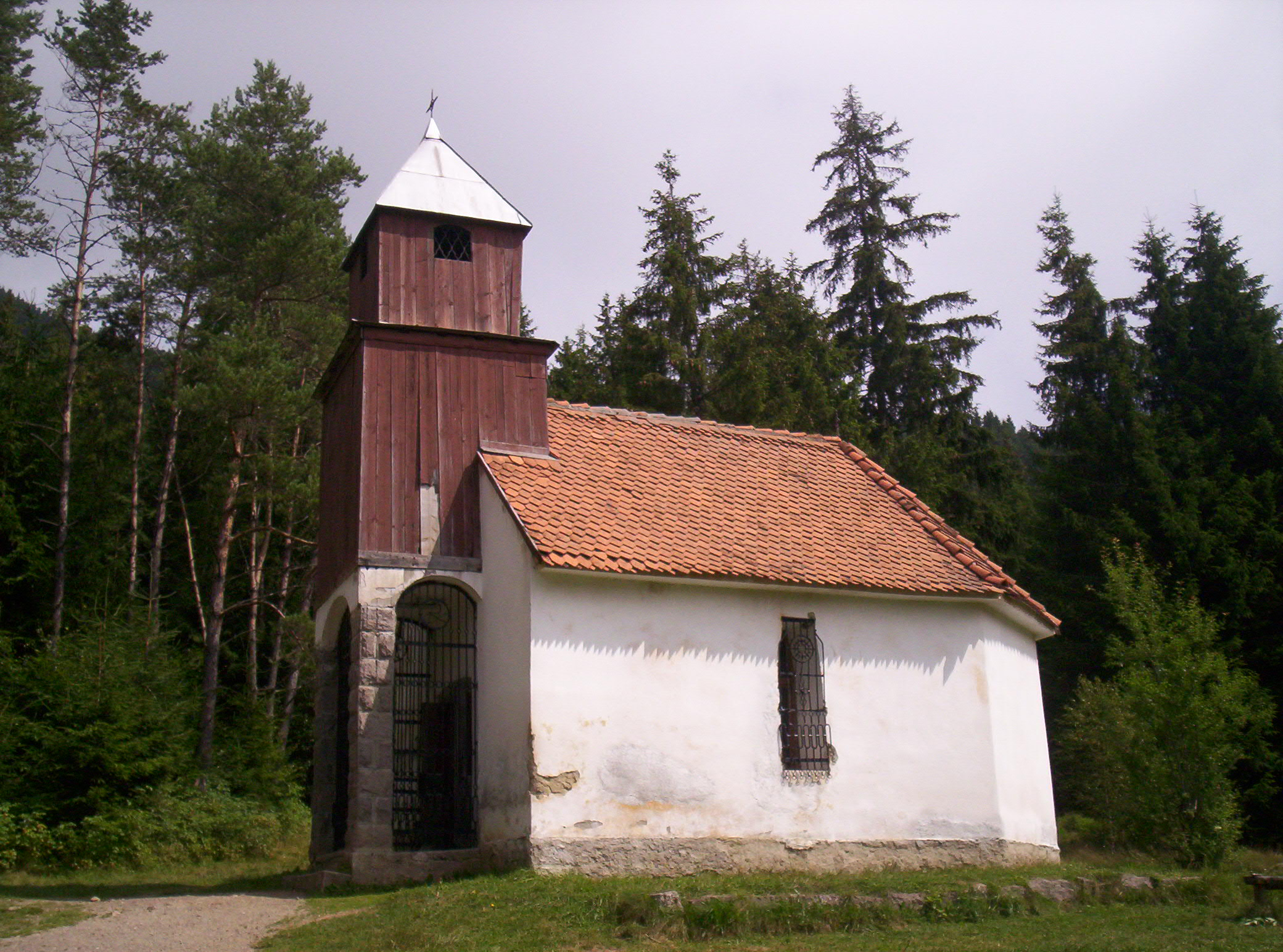
Capela Sf. Ana